# Іван Волевач
Іва́н Ти́хонович Волева́ч (? — † після 1656) — український державний і військовий діяч, генеральний обозний (1650, 1655 - 1656), сподвижник Гетьмана Війська Запорозького Богдана Хмельницького.
Походив з чигиринського козацького роду. Його батько володів великими угіддями на ріці Чутка неподалік Чигирина. Отже ці землі безпосередньо сусідили із землями Хмельницьких.
Вперше згадується в Реєстрі Війська Запорозького 1649 року, куди його вписано у складі Військового товариства, яке становило кадровий резерв Війська Запорозького. 
Восени 1650 року, вже будучи генеральним обозним, під час походу українського війська на Молдавське князівство їздив за дорученням Гетьмана Богдана Хмельницького на переговори з царевичем кримським, що командував допоміжним кримським військом у цьому поході. 
У липні 1651 року та червні-липні 1653 року згадується як наказний Чигиринський полковник від Чигиринських полковників Якова Пархоменка та Карпа Трушенка. Після 1656 року у джерелах не згадується.
У заповіті крім роздачі маєтностей родичам заповів на чотири чигиринських церкви: Спаську, Пречистенську, Никольську, Петровську «по тисячі коп грошей» і «по сто коп грошей» протопопу Пешті і пречистенському священику, по «тридцять коп» — петровському і никольському. Донька Марія була дружиною Гаврила Коробки.

## Дивись також
- Волевачі (рід)
- В.В.Кривошея. Козацька еліта Гетьманщини. Київ: ІПіЕНД імені І.Ф.Кураса НАН України, 2008. — 452 с.ISBN 978966024850